# Дуайт Джонс (баскетболіст)
Дуайт Джонс (англ. Dwight Jones, 27 лютого 1952 — 25 липня 2016) — американський баскетболіст.
Срібний призер Олімпійських Ігор 1972 року.